# Jacques Pernetti

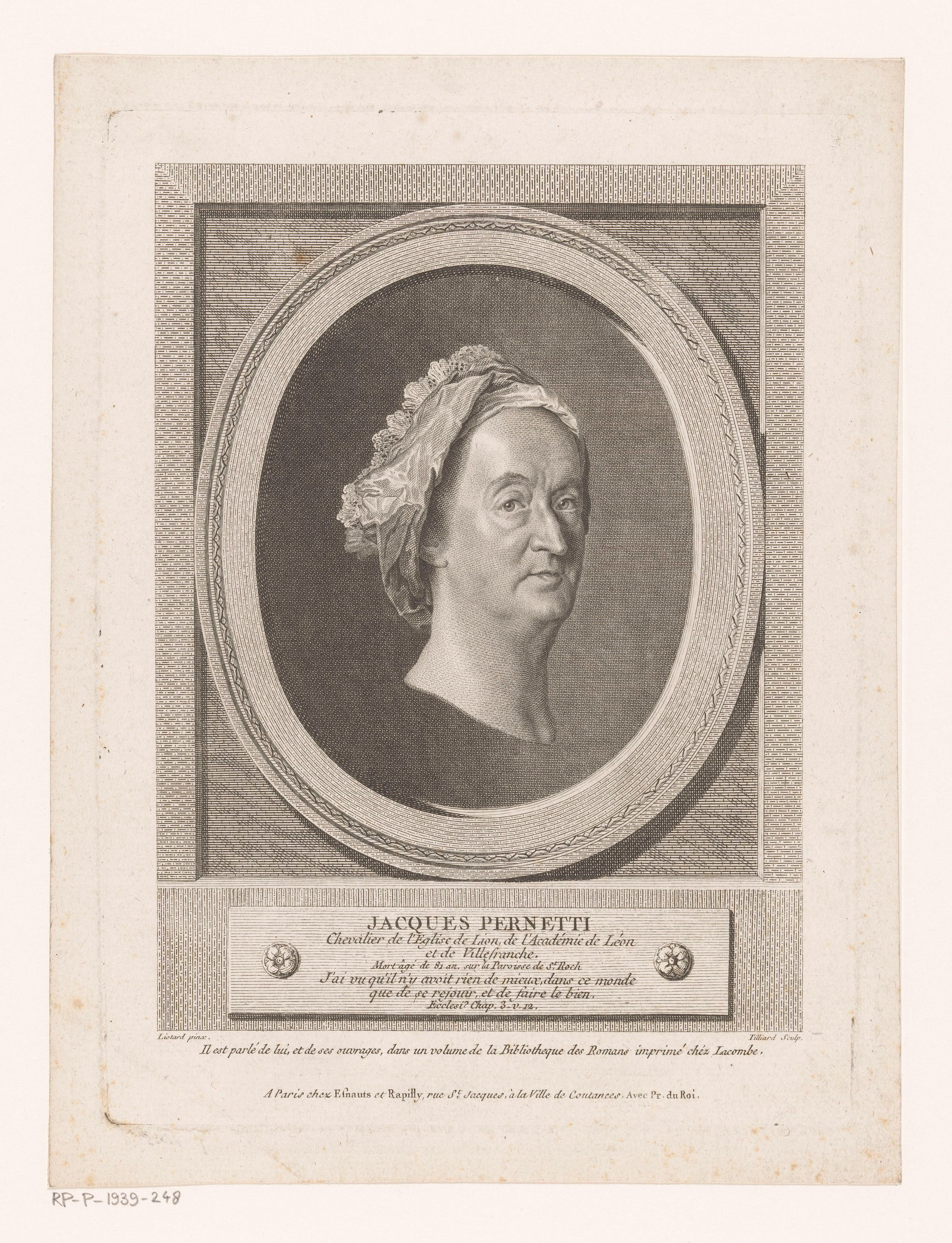
Grabado de Jacques Pernetti

Jacques Pernetti (Chazelles-sur-Lyon, 1696 - Lyon, 1777), es un historiador de Lyon.
Canónigo de la catedral de Lyon y sacerdote adherido a esta iglesia, donde forma capítulo. Apasionado por la historia natural y por las antigüedades, se vuelve uno de los miembros más activos de la Academia de Ciencias, Bellas letras y Artes de Lyon.
Es tío y tutor de Antoine-Joseph Pernety.

## Publicaciones
- Abus de l’éducation sur la piété, la morale et l’étude, París, Veuve d’Antoine-Urbain Coustelier, 1728.
- Le repos de Cyrus ou l’histoire de sa vie depuis sa seizième année jusqu’à la quarantième année, París Briasson,1732.
- Lettres philosophiques sur les physionomies, La Haye, Jean Neaulme, 1746.
- Conseils de l’amitié à Ariste, París, Guérin, 1746 ; Lyon, Frères De Ville, 1747.
- Histoire de Favoride, Genève, Barrillot et fils, 1750.
- Recherches pour servir à l’histoire de Lyon, ou les Lyonnais dignes de mémoire, Lyon, Frères Duplain, 1757.
- Essais sur les cœurs, 1765